# Meteor-M2
Meteor-M2 (również Meteor-M N2, Meteor-M-2, ros. Метеор-М № 2) — rosyjski satelita meteorologiczny. Drugi (po Meteor-M1) nowoczesny rosyjski satelita pogodowy wystrzelony na orbitę polarną. Wchodzi w skład meteorologicznego i oceanograficznego systemu satelitarnego Меtеоr-3М. Wykorzystywany do zbierania danych w celu prognozowania pogody, kontroli ozonosfery i stanu radiacyjnego w przestrzeni okołoziemskiej, а także do monitorowania powierzchni oceanów, włączając pokrywę lodową. Zbudowany na zamówienie agencji Roskosmos i Roshydromet przez Korporację VNIIEM S.A. (Moskwa).
Czas działania statku przewidziano na nie mniej niż 5 lat.

## Start
Start satelity Meteor-M2 był pierwotnie planowany na marzec 2013, ale z powodu problemów technicznych był wielokrotnie przesuwany, na wrzesień, grudzień, następnie w roku 2014 na koniec lutego, 27 marca i w końcu 1 czerwca. Satelitę dostarczono do kosmodromu w Bajkonurze 17 kwietnia, jednak start w wyznaczonym terminie również się nie odbył, z powodu kłopotów z górnym stopniem rakietowym Fregat.
Odłożono go na 19 czerwca, 28 czerwca i ostatecznie na 8 lipca. Gotową rakietę wraz z ładunkiem umieszczono na platformie startowej 5 lipca.
25 czerwca odebrano pierwszy obraz zarejestrowany przez znajdujący się na statku radiometr MSU-MR, 9 sierpnia ogłoszono zakończenie aktywacji wszystkich instrumentów i rozpoczęcie testów, które zostały zakończone 15 stycznia 2015 ogłoszeniem gotowości operacyjnej satelity, z zastrzeżeniem możliwych ograniczeń w funkcjonowaniu radaru Siewierianin-M.
W przyszłości planowane jest wystrzelenie 5 podobnych satelitów, w celu stworzenia systemu podobnego do amerykańskiego POES, czy europejskiego EPS.

## Cele misji
Zadaniami satelity są:
- Wykonywanie zdjęć pokrywy chmur, powierzchni Ziemi, pokrywy lodowej i śnieżnej w świetle widzialnym i podczerwieni;
- Określanie temperatury powierzchni mórz i temperatury jasnościowej podłoża;
- Radarowe obrazowanie powierzchni Ziemi;
- Badanie ilości i rozmieszczenia ozonu w atmosferze;
- Monitorowanie pogody kosmicznej w przestrzeni okołoziemskiej;
- Sondaż pionowego profilu temperatury i wilgotności powietrza.

## Budowa i działanie
Statek składa się z cylindrycznego korpusu, 2 paneli ogniw słonecznych, anteny radaru Siewierianin-M i prostokątnego pokładu ładunkowego, mieszczącego większość przyrządów naukowych.
Powierzchnia paneli słonecznych wynosi 23 m². Wytwarzają one średnio 1400 W, a maksymalnie 2000 W energii elektrycznej. Pobór mocy przez wszystkie instrumenty naukowe wynosi około 1264 W (według danych ze strony).
Satelita jest stabilizowany trójosiowo, z dokładnością 0,1°, za pomocą systemu BOKZ-M wykorzystującego położenie gwiazd rejestrowane przez wbudowaną kamerę. Dodatkowo, do określenia pozycji na orbicie i czasu, wykorzystywany jest odbiornik GPS i GLONASS.

### Orbita
Statek znajduje się na orbicie heliosynchronicznej. Nad danym obszarem Ziemi przelatuje zawsze w godzinach porannych - linię równika przekracza z północy na południe o godzinie 9:10 miejscowego czasu słonecznego. 

### Łączność

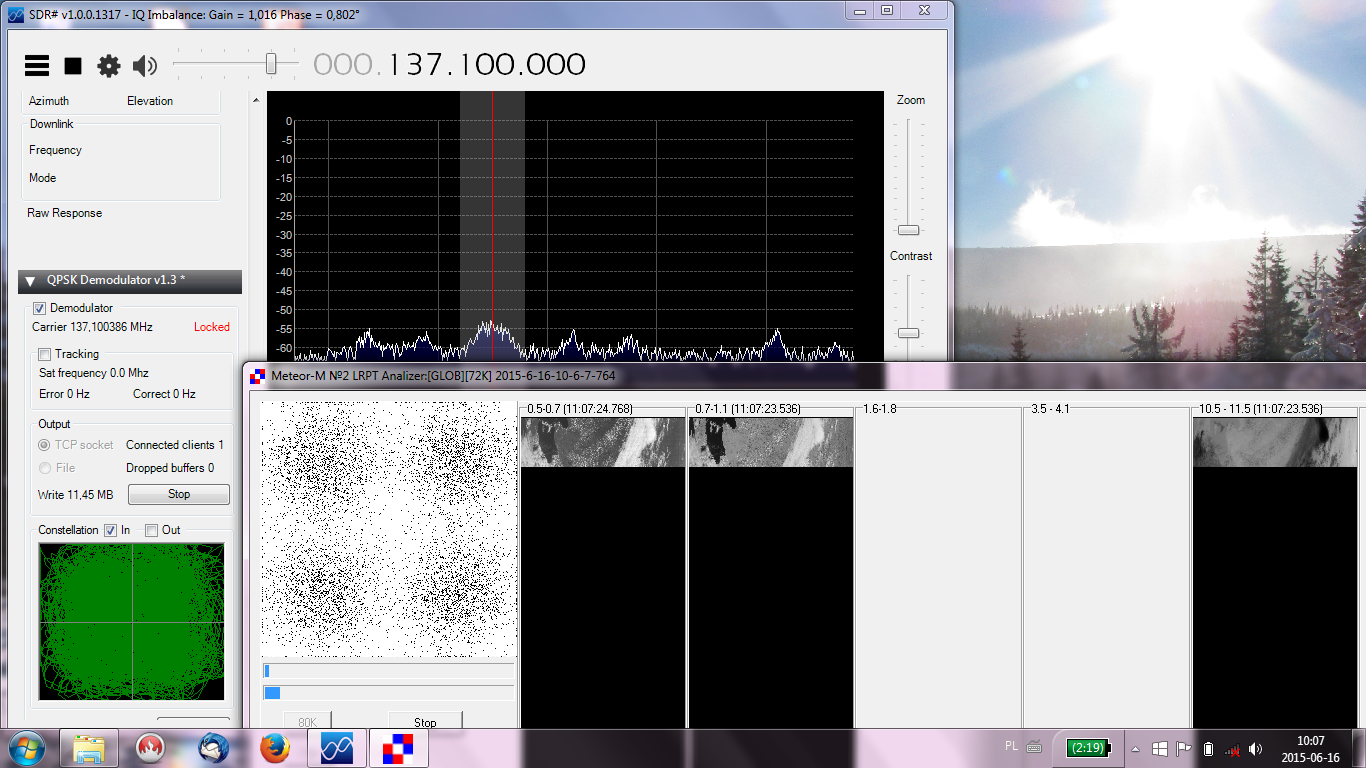
Odbiór i dekodowanie w czasie rzeczywistym obrazu w formacie LRPT z wykorzystaniem odbiornika SDR.

Łączność satelity z Ziemią zapewniają 4 łącza:
- odbiór danych
  - 2 niezależne główne strumienie do przesyłu danych, pasmo X (8,192 GHz/8,320 GHz), o szybkości 122,88, 61,44, 30,72 lub 15,36 Mbit/s
  - transmisja obrazu z radiometru MSU-MR we wszystkich kanałach (format HRPT), pasmo L (1,7 GHz), o szybkości 665.4 kbit/s
  - transmisja obrazu z radiometru MSU-MR w wybranych 3 kanałach (format LRPT), zakres VHF (137,9 MHz), o szybkości 144 kbit/s
- transmisja danych
  - odbiór raportów ze stacji meteorologicznych, zakres UHF (401,9 - 402,5 MHz), o szybkości 1,2 lub 0,4 kbit/s

W formacie LRPT typowo transmitowane są kanały 1, 2 i 5 (światło widzialne, bliska podczerwień i średnia podczerwień). W związku z czynnościami konserwacyjnymi, od czasu do czasu zamiast kanałów 1, 2 i 5 transmitowane są kanały 1, 2 i 3 (światło widzialne i 2 zakresy bliskiej podczerwieni).
Do odbioru danych w formacie LRPT wystarczy nawet amatorski sprzęt. W internecie można znaleźć instrukcje odbioru sygnału z wykorzystaniem komputera, prostego odbiornika i anteny, bezpłatne oprogramowanie do dekodowania i przetwarzania obrazu, a także galerie zdjęć odebranych przez amatorów.

## Instrumenty

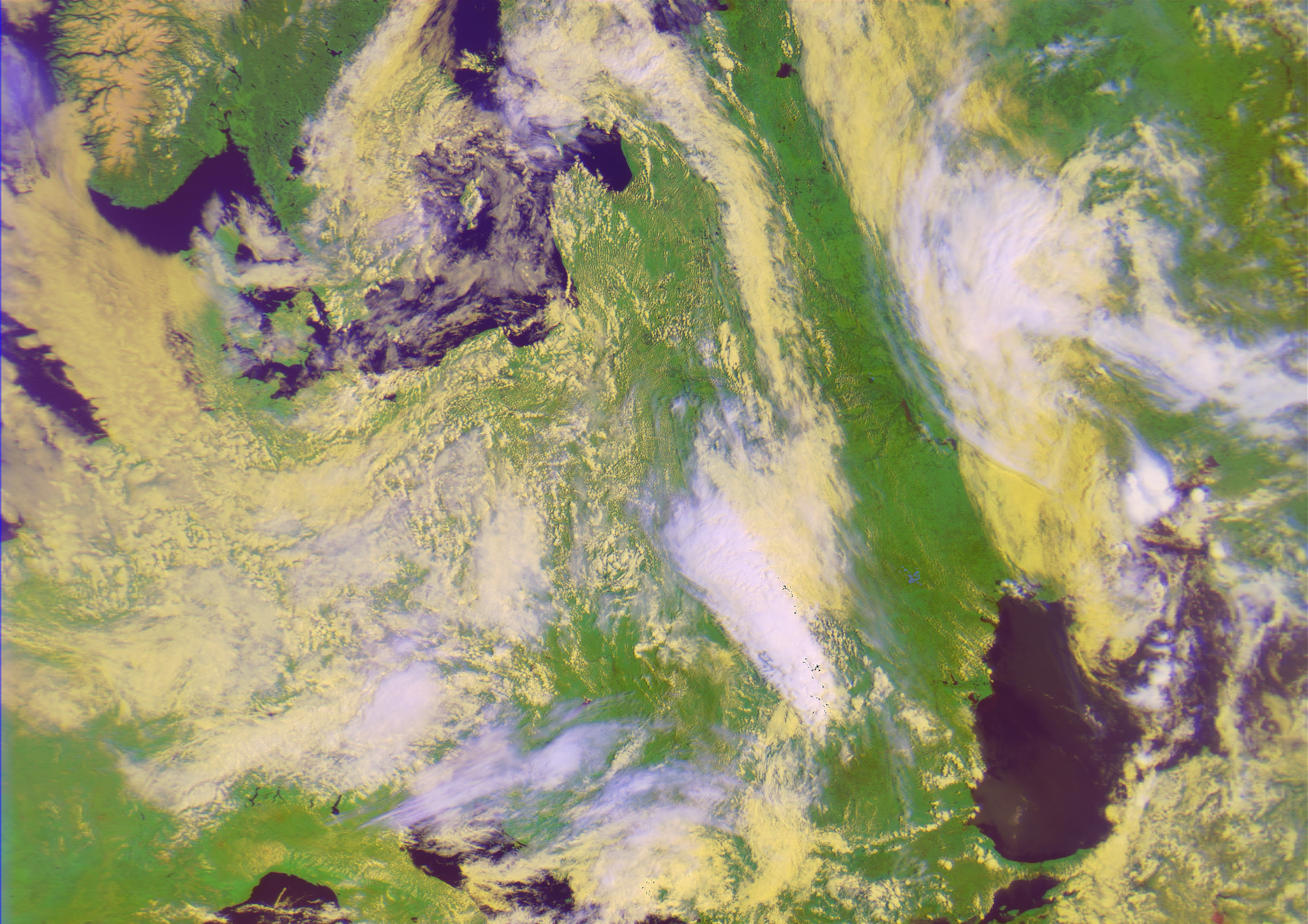
Przykładowy obraz MSU-MR typu RGB125, odebrany w formacie LRPT w czasie przelotu nad Polską. Wysokie chmury mają niebieskie, a niskie żółte zabarwienie (odpowiednik RGB124 w formacie HRPT z NOAA).

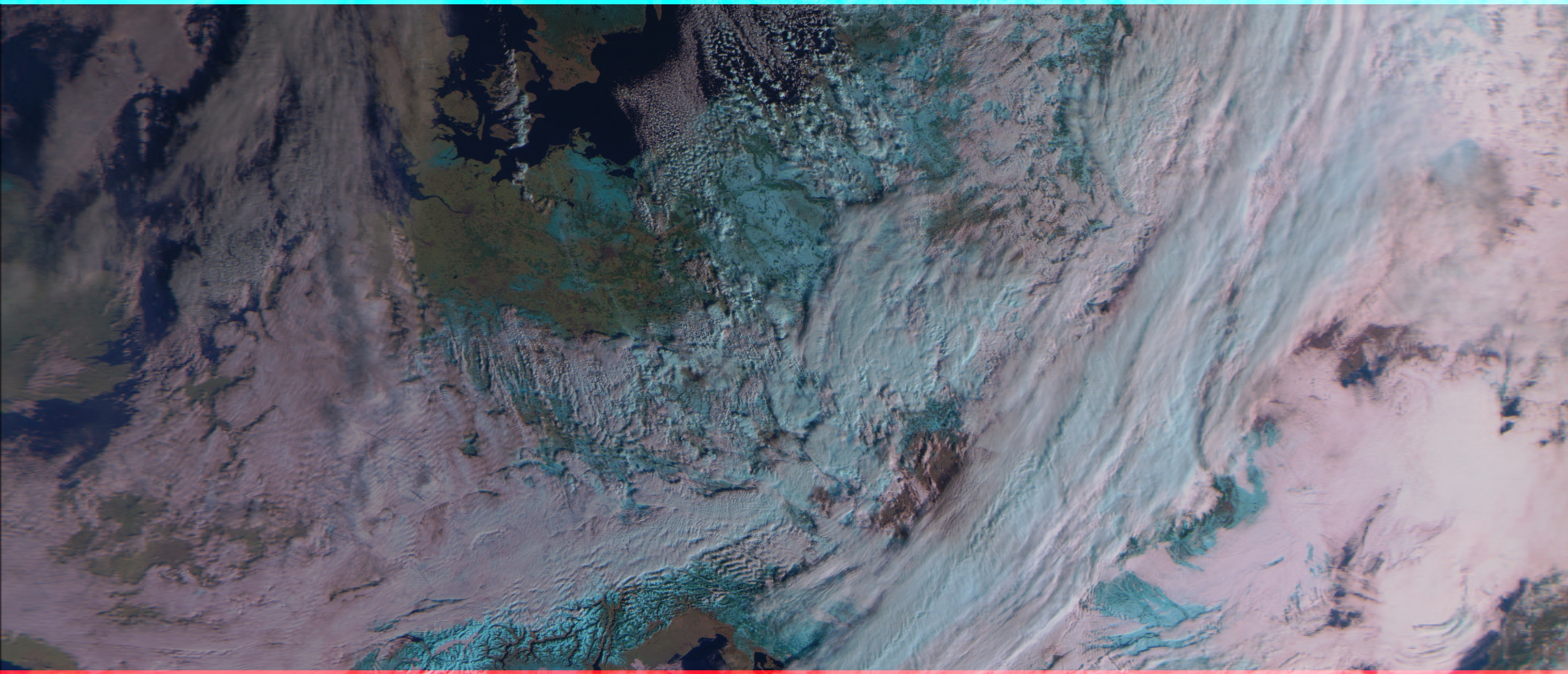
Przykładowy obraz MSU-MR typu RGB123, odebrany w formacie LRPT w czasie przelotu nad Polską.

Na pokładzie statku znajdują się następujące przyrządy naukowe:
- MSU-MR — sześciokanałowy radiometr o rozdzielczości 1 km/piksel, do dziennego i nocnego obrazowania lądów, mórz i chmur w paśmie widzialnym, bliskiej podczerwieni i średniej podczerwieni.
- KMSS — zespół 3 kamer rejestrujących obraz powierzchni Ziemi z rozdzielczością 60 m/piksel i 120 m/piksel w paśmie widzialnym i bliskiej podczerwieni.
- MTVZA-GY — radiometr do mikrofalowego sondażu atmosfery, służącego obliczaniu pionowych profili temperatury i wilgotności powietrza oraz badaniu wiatru nad oceanami.
- GGAK-M — zespół instrumentów do monitorowania pogody kosmicznej, mierzących ilość naładowanych cząstek elementarnych w pasach radiacyjnych.
- IKFS-2 — sonda podczerwieni do mierzenia temperatury i wilgotności powietrza, oraz wykonywania profilu zawartości ozonu i gazów cieplarnianych w atmosferze.
- Siewierianin-M — radar skanujący powierzchnię Ziemi w paśmie X. Jego głównym zadaniem jest śledzenie pokrywy lodowej mórz w strefie okołobiegunowej, ale może być wykorzystywany również w innych celach (na przykład monitorowanie roślinności).
- SSPD — system zbierający i przekazujący raporty z miejscowych stacji i innych urządzeń meteorologicznych.